# Д’Эзак, Фелиси
Фелиси-Мари-Эмили д’Эзак (фр. Félicie-Marie-Emilie d'Ayzac, 1801[…], Париж — 26 марта 1881, Ло и Гаронна, метрополия Франции) — французская поэтесса и искусствовед. Она известна как автор сборника стихов Soupirs poétiques (1833 г.) и Histoire de l'abbaye de Saint-Denis (История аббатства Сен-Дени, 1861 г.).

## Биография
Д’Эзак родилась в 1801 году в Париже и была одарённым и трудолюбивым ребёнком. Когда ей было 16, она поступила в Школу Почётного легиона в Сен-Дени, вскоре став dame professeur (учительницей). Она оставалась там 35 лет, сначала интересуясь литературой и поэзией, а затем обратившись к истории искусства, особенно археологии. Фелиси получив признание за свои стихи ещё в 1823 и 1824 годах, а в 1843 году её «Soupirs» получили награду Французской академии.
Её работы в области искусства и архитектуры были особенно впечатляющими. В 1849 году её описание статуй Шартрского собора (Statues de l’un des porches de la Cathédrale de Chartres) было одобрено Академией надписей и изящной словесности. В 1861 году то же учреждение наградило её премией за «Историю аббатства Сен-Дени». Эти ранние работы способствовали её репутации одной из первых женщин-искусствоведов во Франции.
Среди других работ по архитектуре — Histoire et emblèmes bibliquesculptés au pourtour extérieur du choeur de Notre-Dame de Paris, опубликованная в Revue Archéologique в 1845 году, и Symbolique des pierres précieuses ou tropologie des gemmes в 1846 году, также опубликованная в Revue Archéologique. В том же году в «Археологических анналах Дидрона» она опубликовала «Des quatre animaux apocalyptiques et de leurs représentations sur les églises au moyen-âge».
Выйдя на пенсию, она переехала в замок Кастельнубель недалеко от Ажена, где продолжила писать стихи и опубликовала дополнительные статьи о библейских символах, особенно о животных.
Фелиси д’Эзак умерла в Кастельнубеле, Бон-Анконтр, 26 марта 1881 года.